# Pro Evolution Soccer 2018
Pro Evolution Soccer 2018 (w niektórych krajach azjatyckich jako Winning Eleven 2018) – komputerowa gra sportowa, siedemnasta część serii Pro Evolution Soccer. Została wydana 12 września 2017 w Ameryce Północnej i 14 września w Europie na platformy Microsoft Windows, PlayStation 3, PlayStation 4, Xbox 360 i Xbox One.

## Rozgrywka
W porównaniu do Pro Evolution Soccer 2017 dodano:
- usprawniony drybling,
- system Real Touch+, umożliwiający lepszą kontrolę nad piłką,
- ulepszone efekty wizualne (m.in. urozmaicone wnętrze stadionu),
- ulepszenia trybu online PVP,
- odświeżone menu,
- jednakową oprawę graficzną i techniczną dla użytkowników PC oraz konsol ósmej generacji[3].

Wśród w pełni licencjonowanych reprezentacji narodowych jest również reprezentacja Polski.

## Wydanie

### Wersja beta
W dniach 20–31 lipca 2017 dostępna była wersja beta gry na PlayStation 4 (bez konieczności posiadania pakietu PlayStation Plus) i Xbox One (gdzie konieczny był abonament Xbox Live Gold). W niej gracze mogli rozgrywać mecze w trybie jeden na jednego (szybki mecz), lub trzech na trzech (online co-op) jedną z dwóch reprezentacji: Brazylii lub Francji.

### Wersja demo
30 sierpnia 2017 wydano wersję demonstracyjną gry na konsole PlayStation 3, PlayStation 4, Xbox 360 i Xbox One (wersja na PC została wydana 14 września). Pozwala na rozgrywanie meczów w dwóch trybach: standardowym oraz kooperacji w trybie offline. Twórcy umożliwili graczom wybór dziewięciu klubów, którymi są: FC Barcelona, Borussia Dortmund, Liverpool FC, Inter Mediolan, SC Corinthians Paulista, CR Flamengo, CA Boca Juniors, Club Atlético River Plate i Colo Colo oraz trzech reprezentacji: Argentyny, Brazylii i Niemiec. Spotkania mogą być przeprowadzane na stadionach: Camp Nou i Signal Iduna Park.

## Odbiór gry
Gra spotkała się z pozytywnym odbiorem recenzentów, uzyskując w wersji na PlayStation 4 według agregatora Metacritic średnią ocen wynoszącą 85/100 punktów. Uplasowała się także na 43 miejscu w rankingu "Top 50 Games of 2017" tworzonym przez portal Eurogamer.